# Замок Террерах
Замок Террерах (англ. Terrerath Castle, Tellarought Castle) — замок Теллароут — один із замків Ірландії, розташований у графстві Вексфорд, у 10,8 км на південний схід від селища Нью-Росс, на терасі святої Бригіти на однойменній землі Теллароут. Поруч є старовинна церква святої Бригіти, колодязь святої Бригіти, в якому, згідно легенди, вода має цілющі властивості й старовинне кладовище. Біля замку є невелика річка.

## Історія замку Террерах
Замок Террерах являє собою замок баштового типу, збудований у норманському стилі. Побудований, судячи по всьому ще в ХІІ столітті після агло-норманського завоювання Ірландії. Вежею колись володів феодал Вільям Деверукс Таллерахт, що згадується в історичних джерелах від 1597 року — у цьому році він отримав помилування від королеви Англії Єлизавети І. Назви і прізвища Террерах, Теллароут — англіфіковані варіанти ірландського кельтського імені Тулайх Рехт (ірл. Tulaigh Reacht).